# Diecezja hasselcka
Diecezja hasselcka (łac.: Dioecesis Hasseletensis) – katolicka diecezja belgijska położona w północno-wschodniej części kraju, obejmująca swoim zasięgiem prowincję limburską. Siedziba biskupa znajduje się w katedrze św. Kwintyna w Hasselt.

## Historia
Diecezja hasselcka została założona 31 maja 1967 r. przez papieża Pawła VI z wydzielenia 296 parafii położonych w prowincji limburskiej z diecezji Liège. Została ona sufraganią archidiecezji mecheleńsko-brukselskiej. Na pierwszego jej ordynariusza powołano biskupa Jozefa-Marie Heuschena. 

## Główne świątynie
- Katedra św. Quentina w Hasselt
- Bazylika Naszej Pani w Tongres
- Bazylika Najświętszej Maryi Panny Zbawienia Chorych w Cortenbosch
- Bazylika Virga Jesse w Hasselt